# Bergholmen (vid Horslök, Lovisa)
Bergholmen är en ö i Finland. Den ligger i Finska viken och i kommunen Lovisa i den ekonomiska regionen  Lovisa i landskapet Nyland, i den södra delen av landet. Ön ligger omkring 57 kilometer öster om Helsingfors.
Öns area är 11,2 hektar och dess största längd är 0,5 kilometer i sydöst-nordvästlig riktning.